# SN 1964F
SN 1964F – supernowa typu II odkryta 13 czerwca 1964 roku w galaktyce NGC 4303. W momencie odkrycia miała maksymalną jasność 12,00m.